# Gamescom 2012

Logo targów gamescom

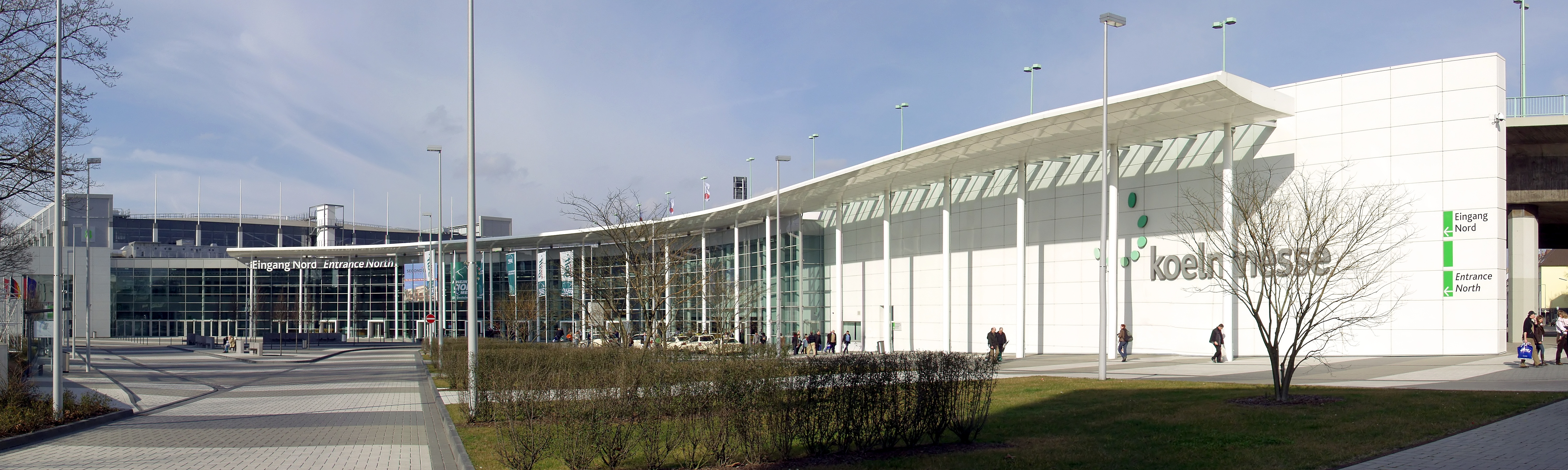
Koelnmesse

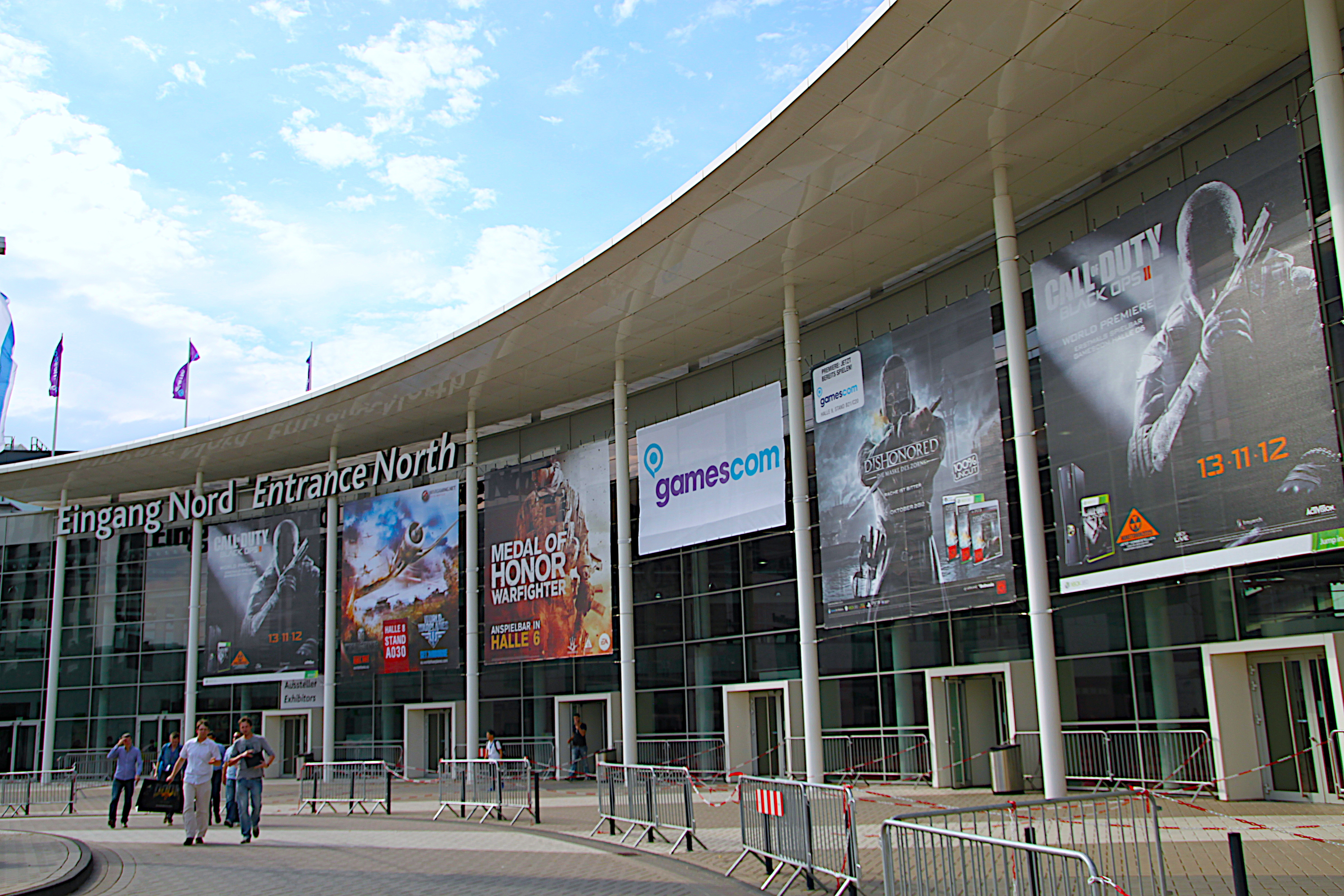
gamescom 2012

gamescom 2012 – czwarta edycja targów gier komputerowych gamescom, która odbyła się w dniach 15-19 sierpnia 2012 roku na terenie Koelnmesse w Kolonii w Niemczech. Zostały zorganizowane przez Bundesverband Interaktive Unterhaltungssoftware (ang. German Federal Association of Interactive Entertainment Software).
Targi odwiedziło 275 tys. osób, w tym 24 500 osób z 83 krajów bezpośrednio związanych z sektorem elektronicznej rozrywki (wzrost o 14% w porównaniu z poprzednią edycją) i 250 500 zwiedzających indywidualnie. Swoje towary prezentowało 600 wystawców (wzrost o 8%) z 40 krajów (o jeden więcej niż poprzednio) i zaprezentowano 330 gier (wzrost o 10%). Targi relacjonowało około 5 400 dziennikarzy z 54 krajów świata. gamescom 2013 odbędzie się w dniach 21-25 sierpnia.

## Nagrody
Najwięcej nagród na gamescom 2012 przyznano grze Dishonored studia Arkane Studios.
- Najlepsza gra targów – Dishonored (Bethesda)
- Najlepsza gra na PC – SimCity (EA)
- Najlepsza gra na PlayStation 3 – Dishonored (Bethesda)
- Najlepsza gra na Xbox 360 – Dishonored (Bethesda)
- Najlepsza gra na Wii – Rayman Legends (Ubisoft)
- Najlepsza gra na urządzenia przenośne – LittleBigPlanet (SCE)
- Najlepsza wieloosobowa gra sieciowa – Call of Duty: Black Ops II (Activision Blizzard)
- Najlepsza gra sieciowa / społecznościowa – Warface (Crytek)
- Najlepsza gra rodzinna – Rayman Legends (Ubisoft)
- Najlepszy sprzęt dla graczy – Wonderbook: The Book of Spells (SCE)

## Konferencje
14 sierpnia odbyła się konferencja Electronic Arts. Firma zaprezentowała: SimCity, Crysis 3, Dead Space 3, Need for Speed: Most Wanted, FIFA 13, Battlefield 3, Medal of Honor: Warfighter, Star Wars: The Old Republic, Army of Two: The Devil’s Cartel oraz NHL 13. Zapowiedziano także, że platforma dystrybucji cyfrowej Origin pojawi się na komputerach z systemem Mac OS. Poza tym ogłoszono wsparcie dla systemu osiągnięć, więcej ekskluzywnej zawartości oraz produkcji free-to-play. Podano także informację, że platforma Origin skupiała wtedy 21 milionów użytkowników.
Tego samego dnia, wieczorem odbyła się także konferencja Sony, która skupiała się na produkcjach na PlayStation Vita. Firma zapowiedziała: wprowadzenie usługi Cross Buy dzięki, której po zakupieniu określonych tytułów w wersji na konsolę stacjonarną, jego wydanie na urządzenie przenośne zostanie udostępnione za darmo, nowej serii wydawniczej PlayStation Essentials oraz zwiększenie ilość dostępnej pamięci w chmurze ze 150 MB do 1 GB dla abonentów PlayStation Plus. Następnie zaprezentowano trzy tytuły korzystające z funkcji Wonderbook: Wonderbook: Book of Spells autorstwa J.K. Rowling, Diggs Nightcrawler autorstwa studia Moonbot oraz cykl produkcji o dinozaurach oparty na popularnym serialu „Wędrówki z dinozaurami“ i przygotowywany we współpracy z telewizją BBC Earth. Ogłoszono także nawiązanie współpracy z firmą Disney oraz pokazano dwa nowe tytuły wykorzystujące kontroler PlayStation Move: LittleBigPlanet Karting i FIFA 13. Na konferencji zaprezentowano również: The Last of Us, DLC do LittleBigPlanet 2, Assassin’s Creed III: Liberation, PlayStation All-Stars Battle Royale oraz Call of Duty: Black Ops Declassified.
Dzień później odbyła się konferencja Ubisoftu, na której skupiono się na produkcjach free-to-play. Zaprezentowano ShootMania: Storm, Might & Magic: Heroes Online, The Settlers Online, Shootmania: Storm, ManiaPlanet, Might & Magic: Duel of Champions, Anno Online, Silent Hunter Online, Might & Magic: Raiders. Podczas trwania konferencji doszło do oficjalnego startu Tom Clancy’s Ghost Recon Online, która do tej pory znajdowała się w fazie beta–testów.

## Wystawcy
- Źródło[7]

| 1C Company - Nuclear Union (PC) - Royal Quest (PC) - King’s Bounty: Warriors of the North (PC) 2K Games - Borderlands 2 (360, PS3, PC) - XCOM: Enemy Unknown (360, PS3, PC) - BioShock Infinite (360, PS3, PC) - NBA 2K13 (360, PS3 PC, PSP, IOS) Activision Blizzard - Call of Duty: Black Ops II (360, PS3, PC) - Transformers: Fall of Cybertron (360, PS3, PC) - 007 Legends (360, PS3) - Deadpool (360, PS3) - StarCraft II: Heart of the Swarm (PC) - World of Warcraft: Mists of Pandaria (PC) Bethesda Softworks - Dishonored (360, PS3, PC) - Doom 3: BFG Edition (360, PS3, PC) Bohemia Interactive - Arma 3 (PC) - Carrier Command: Gaea Mission (360, PC) - DayZ (PC) Capcom - Remember Me (360, PS3, PC) - Resident Evil 6 (360, PS3, PC) - DmC: Devil May Cry (360, PS3, PC) - Lost Planet 3 (360, PS3, PC) - Street Fighter X Tekken (Vita) Codemasters - F1 2012 (360, PS3, PC) Electronic Arts - Crysis 3 (360, PS3, PC) - Army of Two: The Devil’s Cartel (360, PS3) - SimCity (PC) - FIFA 13 (360, PS3, PC, Wii U, 3DS) - Medal of Honor: Warfighter (360, PS3, PC, Wii U) - Need for Speed: Most Wanted (360, PS3, PC, Wii U) - Dead Space 3 (360, PS3, PC) - Command & Conquer (PC) | Konami - Castlevania: Lords of Shadow - Mirror of Fate (3DS) - Metal Gear Rising: Revengeance (360, PS3) - Pro Evolution Soccer 2013 (360, PS3, PC, 3DS) - Silent Hill: Book of Memories (Vita) Namco Bandai - Ace Combat: Assault Horizon (360, PS3) - Dark Souls: Prepare to Die Edition (360, PS3, PC) - Naruto Shippuden: Ultimate Ninja Storm Generations (360, PS3) - One Piece: Pirate Warriors (PS3) - Ridge Racer Unbounded (360, PS3, PC) - Star Trek (360, PS3, PC) - Tekken Tag Tournament 2 (360, PS3, Wii U) NCsoft - Guild Wars 2 (PC) Nexon - Shadow Company - Navy Field 2 Paradox Interactive - A Game of Dwarves (PC) - Dungeonland (PC) - Starvoid (PC) - War of the Roses(PC) Perfect World Entertainment - Neverwinter (PC) - Torchlight II (PC) Sony Computer Entertainment - Dust 514 (PS3, Vita) - LittleBigPlanet PS Vita (Vita) - PlayStation All-Stars Battle Royale (PS3, Vita) - Soul Sacrifice (Vita) - The Last of Us (PS3) - Wonderbook: Book of Spells (PS3) - God of War: Wstąpienie (PS3) Square Enix - Final Fantasy VII (PC) - Final Fantasy XIV (PS3) - Hitman: Absolution (360, PS3, PC) - Quantum Conundrum (PC) - Sleeping Dogs (360, PS3, PC) - Tomb Raider (360, PS3, PC) | Ubisoft - Assassin’s Creed III (360, PS3, PC, Wii U) - Assassin’s Creed III: Liberation (Vita) - Far Cry 3 (360, PS3, PC) - Just Dance 4 (360, PS3, Wii U) - Rabbids Land (Wii U) - Rayman Legends (Wii U) - Rocksmith (360, PS3, PC) - ShootMania (Wii U) - Sports Connection (Wii U) - The Hip Hop Dance Experience (360) - Tom Clancy’s Ghost Recon Online (PC, Wii U) - Tom Clancy’s Splinter Cell: Blacklist (360, PS3, PC) - Your Shape: Fitness Evolved 2013 (Wii U) - ZombiU (Wii U) Warner Bros. Interactive Entertainment - Batman: Arkham City - Armoured Edition (360, PS3, PC) - Guardians of Middle-earth (360, PS3, Vita) - Injustice: Gods Among Us (360, PS3, Wii U) - Lego The Lord of the Rings: The Video Game (360, PS3, PC, 3DS, Vita, Wii U) - The Lord of the Rings Online: Riders of Rohan (PC) |